# Paraphylloptera
Paraphylloptera is een geslacht van rechtvleugeligen uit de familie sabelsprinkhanen (Tettigoniidae). De wetenschappelijke naam van dit geslacht is voor het eerst geldig gepubliceerd in 1914 door Carl.

## Soorten
Het geslacht Paraphylloptera  is monotypisch en omvat slechts de volgende soort:
- Paraphylloptera relicta (Carl, 1914)